# Uroconger
Uroconger es un género de peces de la familia Congridae.

## Especies
- Uroconger drachi (Blache & Bauchot, 1976)
- Uroconger erythraeus Castle, 1982
- Uroconger lepturus (J. Richardson, 1845)
- Uroconger syringinus Ginsburg, 1954